# Everyday Is Christmas
《Everyday Is Christmas》는 오스트레일리아 출신 싱어송라이터 시아의 여덟 번째 정규 앨범이자 첫 크리스마스 앨범으로, 2017년 11월 17일 애틀랜틱 레코드와 몽키 퍼즐을 통해 발매되었다. 애틀랜틱과 함께한 첫 앨범으로, 오리지널 크리스마스 곡들로 구성되어 있다. 2017년 10곡이 수록된 형태로 처음 발매되었으며, 이후 2018년, 2021년, 2022년에 각각 새로운 보너스 트랙이 추가된 재발매반이 공개되었다. 리드 싱글 〈Santa's Coming for Us〉는 2017년 10월 30일에 발매되었으며, 〈Snowman〉은 11월 9일 두 번째 싱글로 발매되었다.

## 녹음 및 발매
시아는 2017년 8월 1일, RCA 레코드를 떠나 애틀랜틱 레코드와 계약을 체결했으며 동시에 자신의 첫 크리스마스 앨범 발매를 공식 발표했다. 이 앨범은 시아가 애틀랜틱에서 발매한 첫 작품이며, 오랜 협업자인 그렉 커스틴과 공동 작곡한 오리지널 곡들로 구성되어 있다. 커스틴은 《We Are Born》(2010), 《1000 Forms of Fear》(2014), 《This Is Acting》(2016) 등 시아의 이전 정규 앨범 세 장에도 깊이 관여한 바 있다. 앨범 커버에는 시아의 단골 댄스 콜라보레이터 매디 지글러가 등장한다. 표준판 앨범은 총 10곡으로 구성되어 있으며, 전곡 모두 커스틴이 프로듀싱을 맡았다.
이 앨범의 녹음은 2017년 5월, 약 2주간에 걸쳐 진행되었으며, 녹음이 끝날 무렵 시아와 커스틴은 매일을 웃음으로 마무리했다고 전해진다. 같은 해 9월, 커스틴은 앨범 작업에 대해 다음과 같이 언급했다.
시아가 어떻게 그렇게 빠르게 가사와 멜로디를 떠올리는지 아직도 모르겠다. (…) 이번엔 새로운 크리스마스 이야기를 만들어냈다. (…) 나에게 크리스마스 음악은 아직 좀 낯선 영역이지만, 재즈 코드 체인지를 탐구하던 시절로 돌아간 느낌이기도 했다. 신나는 업템포 크리스마스 곡들도 있고, 시아 특유의 발라드도 수록돼 있다.

이 앨범은 2017년 11월 17일 정식 발매되었으며, 일본판 CD에는 독점 보너스 트랙 〈My Old Santa Claus〉가 포함되었다. 이 곡은 2018년 11월에 발매된 디럭스 에디션에도 수록되었고, 〈Sing for My Life〉, 페리 코모의 〈Round and Round〉 커버곡도 함께 포함되었다. 미국에서는 디럭스 에디션 CD가 타깃 독점으로 출시되었다.
2021년 11월 5일에는 《Snowman Deluxe Edition》이라는 제목의 또 다른 디럭스 에디션이 발매되었고, 기존 2018년판 수록곡들에 더해 〈Pin Drop〉, 〈Santa Visits Everyone〉, 〈Snowman〉의 Slowed Down & Snowed In TikTok Remix가 추가되었다. 이후 2022년 11월 11일, 이 에디션은 다시 재발매되며 〈Naughty & Nice〉, 〈12 Nights〉, 〈3 Minutes 'Til New Years〉, 그리고 〈Snowman〉의 sped-up version이 새롭게 추가되었다. 이어 2022년 12월 30일, 디지털 리이슈 형태로 〈2 Minutes 'Til New Years〉가 수록된 또 다른 버전이 공개되었다.

## 평가
| 전문가 평가                  | 전문가 평가 |
| 총 점수                      | 총 점수     |
| 출처                         | 점수        |
| ---------------------------- | ----------- |
| 메타크리틱                   | 59/100      |
| 평가 점수                    |             |
| 출처                         | 점수        |
| 《ABC 뉴스》                 | [ 18 ]      |
| 올뮤직                       | [ 19 ]      |
| 《파이낸셜 타임스》          | [ 20 ]      |
| 《더 가디언》                | [ 1 ]       |
| 《피치포크》                 | 5.8/10      |
| 《롤링 스톤 오스트레일리아》 | [ 22 ]      |
| 《슬랜트 매거진》            | [ 23 ]      |
| 《타임아웃》                 | [ 24 ]      |

메타크리틱에서 주류 평론가들의 리뷰를 100점 만점으로 환산해 평균 점수를 매기는 방식으로 6개의 리뷰를 기반으로 한 평균 점수 59점을 기록하며 "복합적이거나 보통 수준의 평가"를 받았다.
《피치포크》의 캐서린 세인트 아새프는 이 앨범에 대해 "일관성이 없고 완성도가 떨어지는 느낌"이라고 평하며, "선물 포장을 열었더니 가격표를 떼지 않은 채 그대로인 것 같다"고 비유했다. 그녀는 앨범의 프로덕션이 "어느 정도 축제 분위기를 내긴 하지만"이라고 표현하며, 트랙리스트에서 〈Snowman〉과 〈Snowflake〉가 같은 은유를 사용하고 있음에도 나란히 배치된 점을 비판했다. 한편 《ABC 뉴스》의 앨런 레이블은 이 앨범에 긍정적인 평가를 내리며, 시아가 전통적인 홀리데이 클래식에 흥미를 느끼지 못하는 이들을 위해 앨범을 기획한 점을 높이 샀다. 《롤링 스톤 오스트레일리아》의 아나벨 로스는 시아가 고전 캐럴을 해석했더라도 "충분히 훌륭했을 것"이라면서도, 시아와 커스틴이 만든 오리지널 곡이라면 "크게 실패할 일은 없었다"고 평했다.

## 상업적 성과
이 앨범은 《빌보드》 200 차트에서 27위로 데뷔했으며, 총 1만 9천 장의 앨범 환산 유닛을 판매했다. 이 중 순수 앨범 판매량은 1만 5천 장이었다.

## 곡 목록
전체 작사·작곡: Sia Furler and Greg Kurstin, except where noted
| #            | 제목                                | 재생 시간 |
| ------------ | ----------------------------------- | --------- |
| 1.           | 〈Santa's Coming for Us〉           | 3:26      |
| 2.           | 〈Candy Cane Lane〉                 | 3:32      |
| 3.           | 〈Snowman〉                         | 2:45      |
| 4.           | 〈Snowflake〉                       | 4:02      |
| 5.           | 〈Ho Ho Ho〉                        | 3:25      |
| 6.           | 〈Puppies Are Forever〉             | 3:43      |
| 7.           | 〈Sunshine〉                        | 3:25      |
| 8.           | 〈Underneath the Mistletoe〉        | 3:50      |
| 9.           | 〈Everyday Is Christmas〉           | 3:23      |
| 10.          | 〈Underneath the Christmas Lights〉 | 3:36      |
| 총 재생 시간 | 총 재생 시간                        | 35:07     |

| #            | 제목                   | 재생 시간 |
| ------------ | ---------------------- | --------- |
| 11.          | 〈My Old Santa Claus〉 | 3:24      |
| 총 재생 시간 | 총 재생 시간           | 38:31     |

| #            | 제목                                            | 재생 시간 |
| ------------ | ----------------------------------------------- | --------- |
| 11.          | 〈Round and Round〉 (Joe Shapiro, Lou Stallman) | 2:29      |
| 12.          | 〈Sing for My Life〉                            | 3:44      |
| 13.          | 〈My Old Santa Claus〉                          | 3:24      |
| 총 재생 시간 | 총 재생 시간                                    | 44:44     |

## 인증
| 국가                               | 인증 | 판매량/출하량 |
| ---------------------------------- | ---- | ------------- |
| 덴마크 (IFPI Danmark)              | 골드 | 10,000        |
| 판매량+스트리밍을 기반으로 한 인증 |      |               |